# Birney, Montana
Birney, Montana (енгл. Birney) насељено је место без административног статуса у америчкој савезној држави Монтана.

## Демографија
По попису из 2010. године број становника је 137, што је 29 (26,9%) становника више него 2000. године.
| Група             | 2000.     | 2010.    |
| Белци             | 10 (9,3%) | 1 (0,7%) |
| Афроамериканци    | 0 (0,0%)  | 0 (0,0%) |
| Азијати           | 0 (0,0%)  | 0 (0,0%) |
| Хиспаноамериканци | 2 (1,9%)  | 3 (2,2%) |
| Укупно            | 108       | 137      |